# Плектр

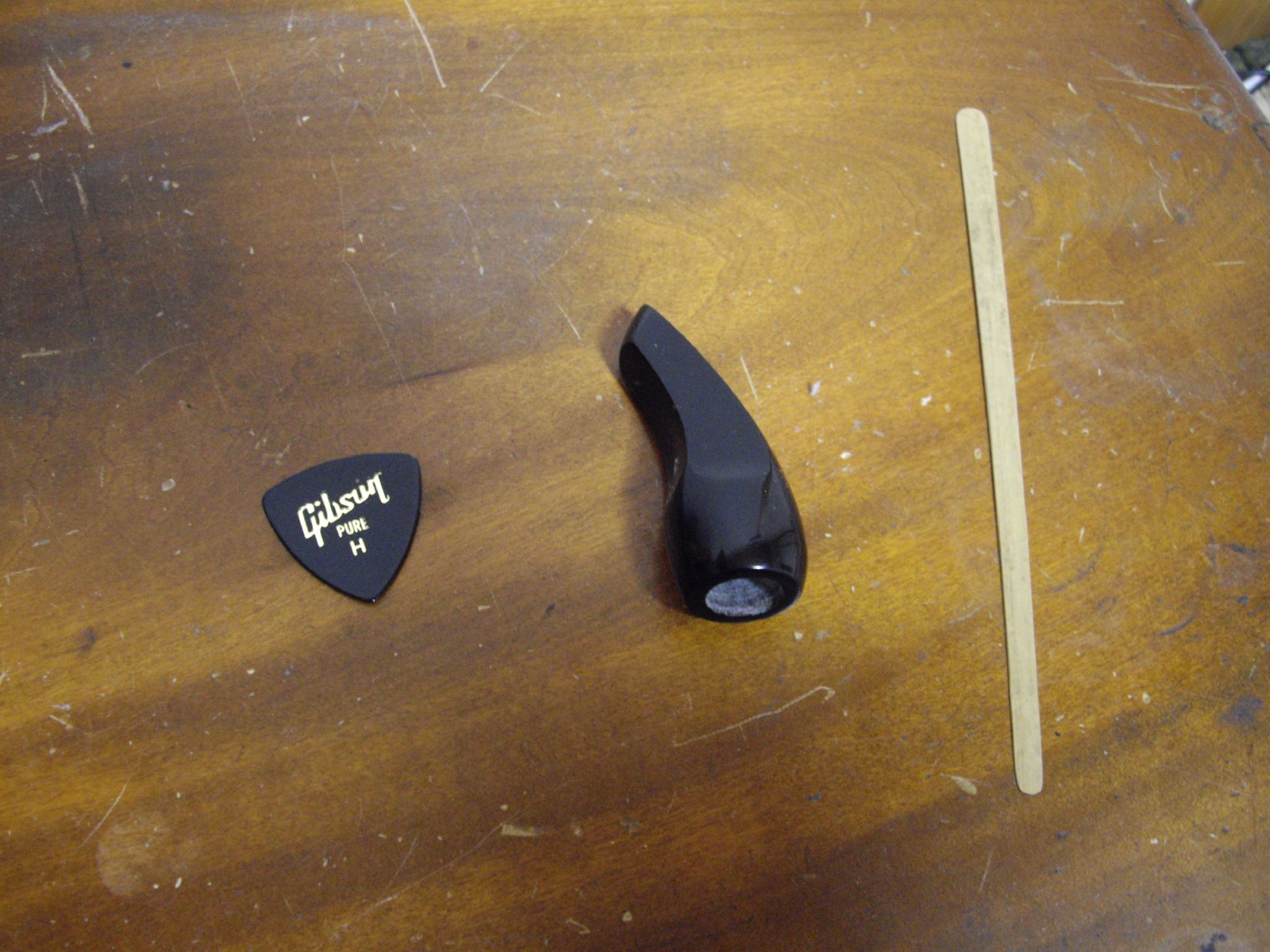
Гитарный медиатор и плектры сансина и амамийского сансина/сямисэна

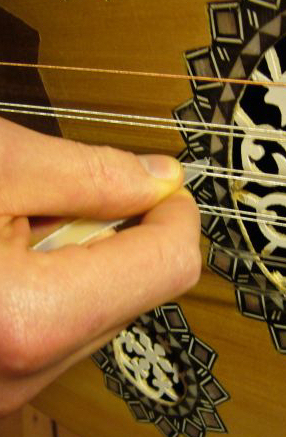
Игра плектром на уде

Плектр (др.-греч. πλῆκτρον plēktron, от πλήσσω plēssō — ударяю), также медиа́тор — костяная, пластмассовая или металлическая пластинка, гусиное перо или кольцо с «когтем», надеваемое на палец (мизраб).

## Описание
С помощью плектра защипывают струны и тремолируют на некоторых щипковых струнных инструментах (так называемых плекторных) — лютне, цитре, мандолине, домре, украинской кобзе, лэутарской кобзе, пипе, сямисэне, лавабо; также на народных русских инструментах — балалайка-контрабас. Часто используется при игре на инструментах, для которых более традиционным является защипывание струн пальцами — например, на гитаре.
Медиатор широко используется при игре практически на всех видах и типах гитар: как электрических, так и акустических.
Современный рынок музыкальных инструментов и аксессуаров предлагает широкий выбор плектров. Они различаются материалами, размерами, формой, толщиной, цветом и всевозможным графическим оформлением. Вообще же, роль плектра может выполнять любой способный вызвать колебания струн предмет, независимо от размера, формы и материала.

## Материалы
Гитарные медиаторы изготавливают из следующих материалов:
- капролон[3];
- черепаховый этрол[4];
- мягкий капрон[4];
- целлулоид, дерлин, ПВХ и прочие твёрдые полимеры[5];
- натуральная кожа (медиаторы для гуслей, балалайки, баса и контрабаса)[4].

## Техника игры
Выделяются две разновидности техники игры медиатором:
1. Музыкант ударяет плектром по струне только в одном направлении — либо вниз, либо вверх[7];
2. Музыкант двигает плектр то вниз, то вверх. Такая техника называется «переменный штрих»[8].

Следует отметить и такой использующийся в современной гитарной музыке приём как pick scratch — скольжение (с большей или меньшей амплитудой) медиатором по струнам вдоль грифа, что даёт визжаще-скрежещущий звук.